# Bomberman Land 3
Bomberman Land 3 é o terceiro jogo da série Bomberman Land. O jogo foi lançado somente no Japão, no dia 4 de agosto de 2005 para o PlayStation 2 que tambem foi lançado na psn em 7 Dezembro 2012 para PlayStation 3, PlayStation Portable e PlayStation Vita.